# Minneapolis Lakers 1956-1957
La stagione 1956-57 dei Minneapolis Lakers fu la 9ª nella NBA per la franchigia.
I Minneapolis Lakers vinsero la Western Division con un record di 34-38. Nei play-off, dopo aver perso il tie-breaker con i St. Louis Hawks, vinsero la semifinale di division con i Fort Wayne Pistons (2-0), perdendo poi la finale di division con i St. Louis Hawks (3-0).

## Roster
| N° | Naz.                   | Ruolo | Sportivo         | Anno | Alt. | Peso |
| -- | ---------------------- | ----- | ---------------- | ---- | ---- | ---- |
|    | Stati Uniti (bandiera) | AC    | Lew Hitch        | 1929 | 203  | 91   |
| 11 | Stati Uniti (bandiera) | GA    | Jim Paxson       | 1932 | 198  | 91   |
| 15 | Stati Uniti (bandiera) | AC    | Dick Schnittker  | 1928 | 196  | 91   |
| 16 | Stati Uniti (bandiera) | GA    | Dick Garmaker    | 1932 | 191  | 91   |
| 18 | Stati Uniti (bandiera) | G     | Chuck Mencel     | 1929 | 183  | 76   |
| 19 | Stati Uniti (bandiera) | AC    | Vern Mikkelsen   | 1928 | 201  | 104  |
| 20 | Stati Uniti (bandiera) | G     | Whitey Skoog     | 1926 | 180  | 82   |
| 21 | Stati Uniti (bandiera) | A     | Slick Leonard    | 1932 | 191  | 84   |
| 23 | Stati Uniti (bandiera) | AC    | Ed Kalafat       | 1932 | 198  | 111  |
| 24 | Stati Uniti (bandiera) | C     | Walter Dukes     | 1930 | 213  | 100  |
| 33 | Stati Uniti (bandiera) | A     | Bob Williams     | 1931 | 198  | 107  |
| 34 | Stati Uniti (bandiera) | AC    | Clyde Lovellette | 1929 | 206  | 106  |

## Staff tecnico
- Allenatore: John Kundla
- Vice-allenatore: Dave McMillan